# Železniční trať Lysá nad Labem – Milovice
Železniční trať Lysá nad Labem – Milovice je jednokolejná regionální dráha o délce 5 km. V jízdním řádu pro cestující je součástí tabulky s číslem 232.
Původně vojenská vlečka, na které byl provoz zahájen v roce 1921, byla v roce 1923 změněna na veřejnou trať.
Od srpna do prosince 2009 proběhla rozsáhlá rekonstrukce trati. Během ní došlo k výměně kolejového svršku i spodku a trať byla v celé délce elektrifikována. 
V záměru linkového vedení systému Esko Praha od Českých drah z února 2006 byla linka Milovice letiště – Praha – Strančice označena S21. Od 14. prosince 2008 byla trať Lysá nad Labem – Milovice zaintegrována do PID a doprava na ní označena jako samostatná linka S22. V prosinci 2009 byla zavedena nová linka S20 Praha Masarykovo nádraží – Milovice, s několika jednotlivými spoji, v prosinci 2010 na ní byla zavedena intervalová doprava a linka nahradila linku S22. V prosinci 2016 byla linka S20 přečíslována na linku S22. Ve špičkách pracovního dne jezdily nějakou dobu do Milovic také vybrané spoje linky S9 Milovice – Praha – Benešov. 
Vlaky do Milovic jsou vedené jednotkami 471. V roce 2020 jezdí vlaky během dne v půlhodinových intervalech a střídají se spoje jedoucí přímo se spoji s přestupem v Lysé nad Labem.

## Stanice a zastávky

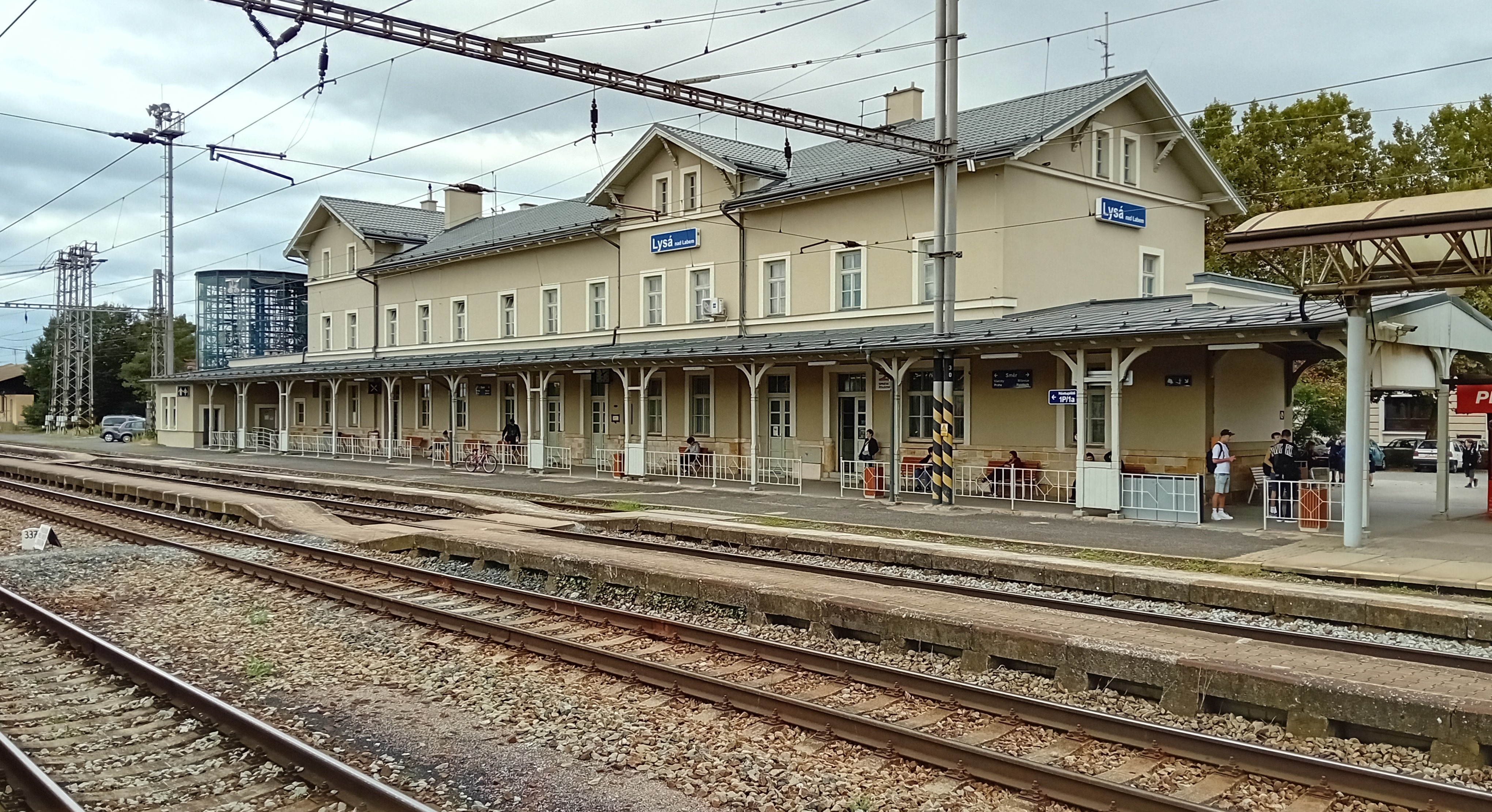
Lysá nad Labem
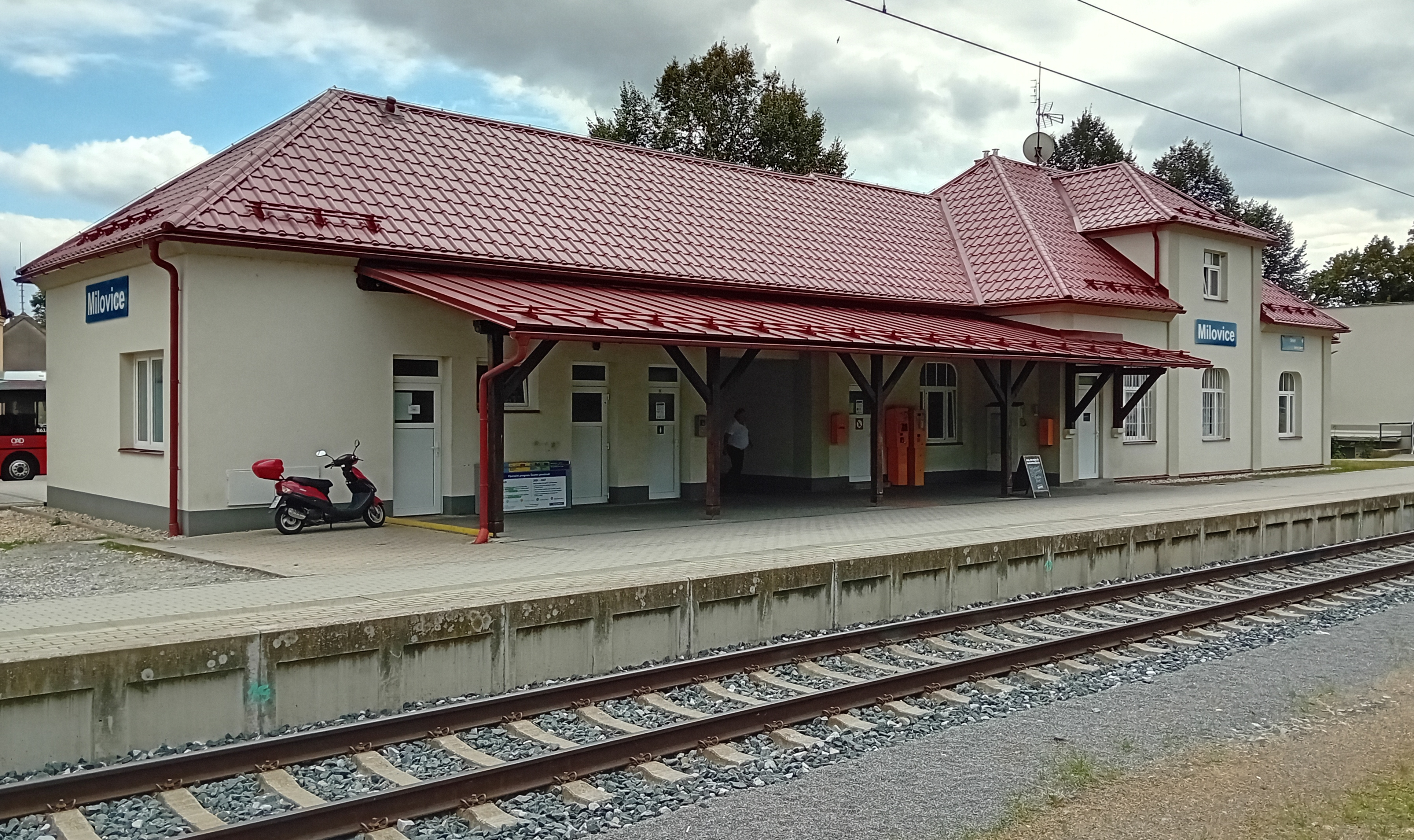
Milovice

## Navazující tratě

### Lysá nad Labem
- Lysá nad Labem – Ústí nad Labem
- Praha – Lysá nad Labem – Kolín